# Явори-Старі
Явори-Старі (пол. Jawory Stare) — село в Польщі, у гміні Ґоворово Остроленцького повіту Мазовецького воєводства.
Населення — 142 особи (2011).
У 1975-1998 роках село належало до Остроленцького воєводства.

## Демографія
Демографічна структура станом на 31 березня 2011 року:
|          | Загалом | Допрацездатний вік | Працездатний вік | Постпрацездатний вік |
| -------- | ------- | ------------------ | ---------------- | -------------------- |
| Чоловіки | 67      | 14                 | 44               | 9                    |
| Жінки    | 75      | 11                 | 41               | 23                   |
| Разом    | 142     | 25                 | 85               | 32                   |